# Ruta Provincial 16 (La Pampa)
La Ruta Provincial 16 es una carretera de Argentina en la provincia de La Pampa.
Su recorrido total es de 100 km, siendo en su totalidad de tierra natural en regular estado.

## Recorrido
La ruta corre en sentido este a oeste de la provincia.
Parte de la Ruta Provincial 104. En su sentido hacia el oeste tiene acceso a la Ruta Nacional 151 de asfalto.
Luego de cruzar la Ruta Provincial 25, la ruta termina en el límite con la provincia de Mendoza.